# Vérbiv (Naráyiv)
Vérbiv (ucraniano: Ве́рбів) es un pueblo de Ucrania, perteneciente al municipio rural de Naráyiv, en el raión de Ternópil de la óblast de Ternópil.
En 2001, el pueblo tenía una población de 856 habitantes.
Se ubica unos 5 km al este de la capital municipal Naráyiv.

## Historia
Antes de la formación del actual municipio de Naráyiv en 2019, el pueblo era sede de un consejo rural en el raión de Berezhany. El consejo rural no tenía pedanías.